# Šibenska molitva
Šibenska molitva jedan je od prvih poznatih hrvatskih latiničkih jezičnih i književnih spomenika, a godinama je smatrana i najstarijim dokumentom pisan latinicom na hrvatskom. Prvenstvo je, međutim, pripalo zadarskom Redu i zakonu iz 1345. godine, ali kao tekst nadahnute pjesničke inspiracije, koji ulazi u sve antologije starijega hrvatskog pjesništva, Šibenska molitva i dalje među tim najstarijim latiničkim spomenicima drži prvenstvo. Pronađena je u rukopisnoj knjižnici latinaškoga šibenskoga samostana sv. Frane, a poznata je od 1911. godine, kada su je opat samostana Joso Milošević i poznati jezikoslovac Ivan Milčetić objavili u 33. knjizi Starina JAZU-a.

## Povijest
Po svom sadržaju Šibenska molitva pripada redu hvalospjeva Majci Božjoj. U njezinoj su formi mnogi istraživači vidjeli utjecaj javno izvođenih talijanskih predlauretanskih litanijskih lauda, tražeći joj uporno talijanski ili latinski izvor, koji nikad nije pronađen. Kao molitveni tekst duboke lirske emotivnosti, iskrene vjerske nadahnutosti i poetske obojenosti ona je prije individualni ostvaraj namijenjen osobnoj upotrebi negoli javnom izvođenju. Tome se, uostalom, protivi čitav drugi dio molitve, koji se svojim sadržajem naslanja na vjerovanja (i Nicejsko-carigradsko i Apostolsko) i zapravo je njihov refleksivni teološki komentar, utkan u molitvu Djevi Mariji, kao majci Božjega Sina, i u izravno obraćanje Božjemu Sinu, a svojom izrazito proznom formom nikako nije pogodan za javno izvođenje.
Premda nije datirana, Šibenska molitva nesumnjivo pripada spomenicima 14. stoljeća. 
Fra Nikola Mate Roščić kazuje da je nastao oko godine 1375. godine. Bilo je pokušaja da je se smjesti u prvu polovinu ili sredinu stoljeća, ali novije spoznaje opovrgavaju tu mogućnost. Već je opat Joso Milošević na temelju jedne latinske bilješke iz 1387. godine po rukopisu zaključio da je zapisivač molitve fra Paulus de Sibinico (zapravo Sibenico), odnosno Pavao Šibenčanac (u novije doba poznatiji kao Pavao Šibenčanin), onodobni kustos jadranske franjevačke provincije. Milošević je pretpostavio da je molitva zapisana znatno prije spomenute bilješke, kada se još upotrebljavao konzervativniji tip gotičke latinice. U međuvremenu su otkrivena još dva hrvatska teksta zapisana/prepisana rukom Pavla Šibenčanina i istim tipom pisma kao Šibenska molitva: Cantilena pro sabatho, pučki plač Gospin, zapisan 1385. godine (u latinskom kodeksu u vlasništvu Mađarske nacionalne knjižnice), te nepotpun teološki tumač Božjih zapovijedi (ostale su sačuvane prve tri i početak četvrte) u jednom od kodeksa navedenoga šibenskog samostana, uz mnogobrojne Šibenčaninove latinske teološke i homiletske tekstove i razmatranja, te osobne bilješke, razasute u više samostanskih rukopisnih kodeksa.
Iz tih tekstova doznajemo da je Pavao Šibenčanin desetljećima bio aktivni žitelj navedenoga samostana i da je između godine 1364., kada se spominje kao lektor, tj. (na)učitelj, i 1399., kada se spominje kao samostanski opat, obnašao niz odgovornih funkcija u samostanu i u franjevačkom redu, te da je bio izuzetno obrazovan intelektualac svoga doba. I premda mu je latinski jezik bio temeljno izražajno sredstvo, imao je interesa i za domaću književnu produkciju raznih žanrova. Njegovi tri sačuvana zapisa obuhvaćaju individualan molitveno-pjesnički ostvaraj, pučko osmeračko pjesništvo i teološko razmatranje. Iz rečenoga izlazi da zapis Šibenske molitve nikako ne možemo datirati u prvu polovinu ili sredinu stoljeća, nego da je vjerojatno nastao, kao i zapis Cantilene, u jeku Šibenčaninove najaktivnije djelatnosti, dakle potkraj 14. stoljeća.
Po jezičnim se odlikama (srednjodalmatinska čakavština ikavsko-ekavskoga tipa s prevagom ikavizama, uz određenu književnojezičnu nadgradnju) postanak Šibenske molitve može locirati u grad Šibenik ili njegovu najbližu okolicu.

## Riječi
Riječi molitve potvrđuju da je u doba njenog nastanka u 14. stoljeću hrvatski jezik već bio razvijen, te da se od tada do danas hrvatski jezik nije promijenio izrazito mnogo; zapravo svjedoče o znatnoj nepromijenjenost hrvatskoga jezika: ondašnji tekstovi na francuskom, talijanskom ili njemačkom se mnogo više razlikuju od tih jezika kako se danas govore.
Prve tri strofe Šibenske molitve glase:  
O blažena!
O prislavna!
O presvitla!
Svarhu vsih blaženih Bogom živim uzvišena!
Vsimi Božjimi dari urešena!

O prislavna, prije vsega vika!
Bogom živim zbrana!
O umiljena Divo Marije!

Gospoje, ti si blaženih patrijarak uprošanje.
Gospoje, ti si blaženih prorokov proročastva isplnjenje.
Gospoje, ti si anjelsko pozdravljenje.

## Vanjske poveznice
- IHJJ, Šibenska molitva, tekst molitve